# Szwendrowy Most
Szwendrowy Most – wieś sołecka w Polsce położona w województwie mazowieckim, w powiecie ostrołęckim, w gminie Lelis.
W latach 1975–1998 miejscowość administracyjnie należała do województwa ostrołęckiego.
Wierni Kościoła rzymskokatolickiego należą do parafii Najświętszej Maryi Panny Częstochowskiej w Obierwi.

Widoki wsi Szwendrowy Most
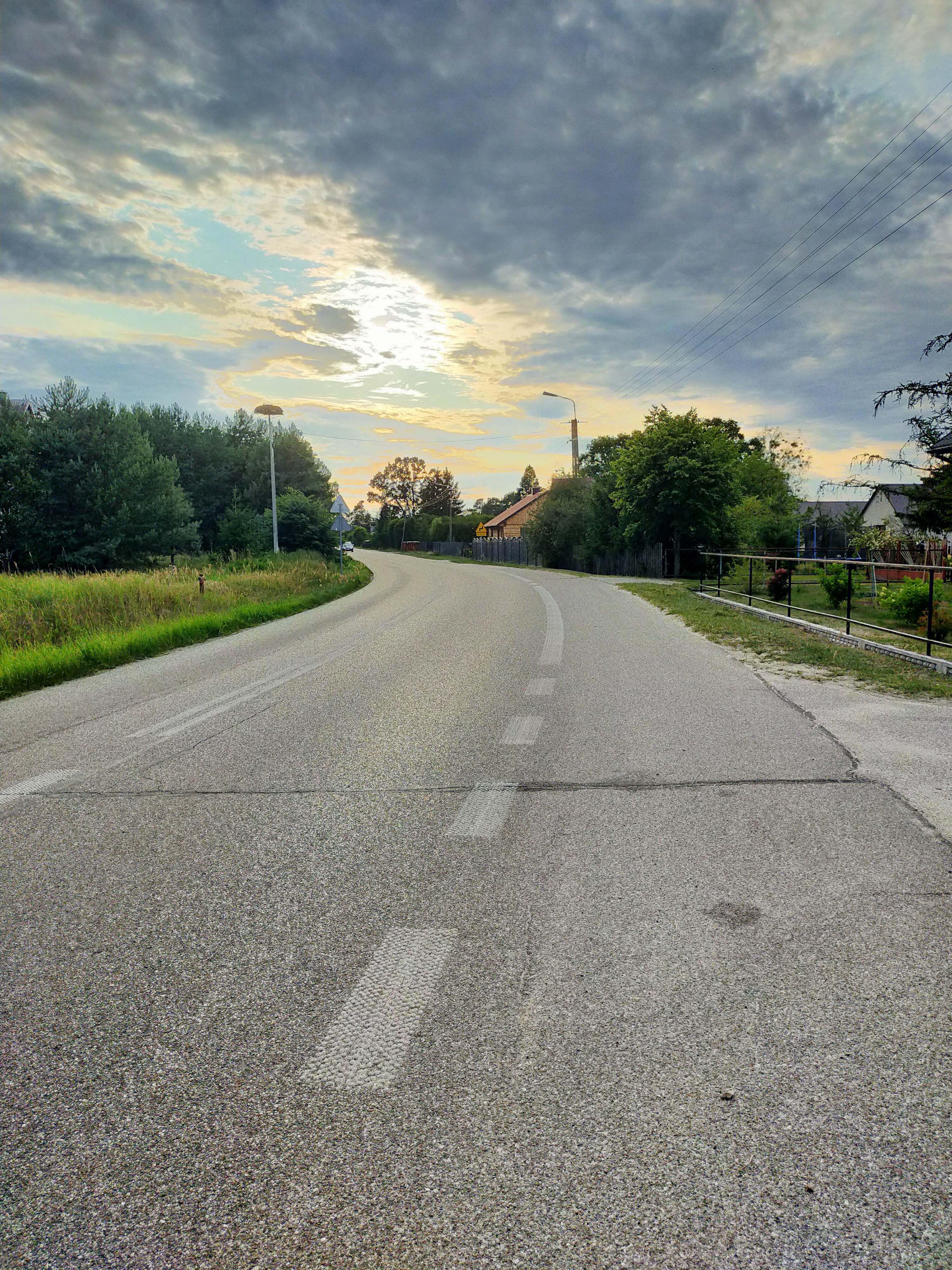
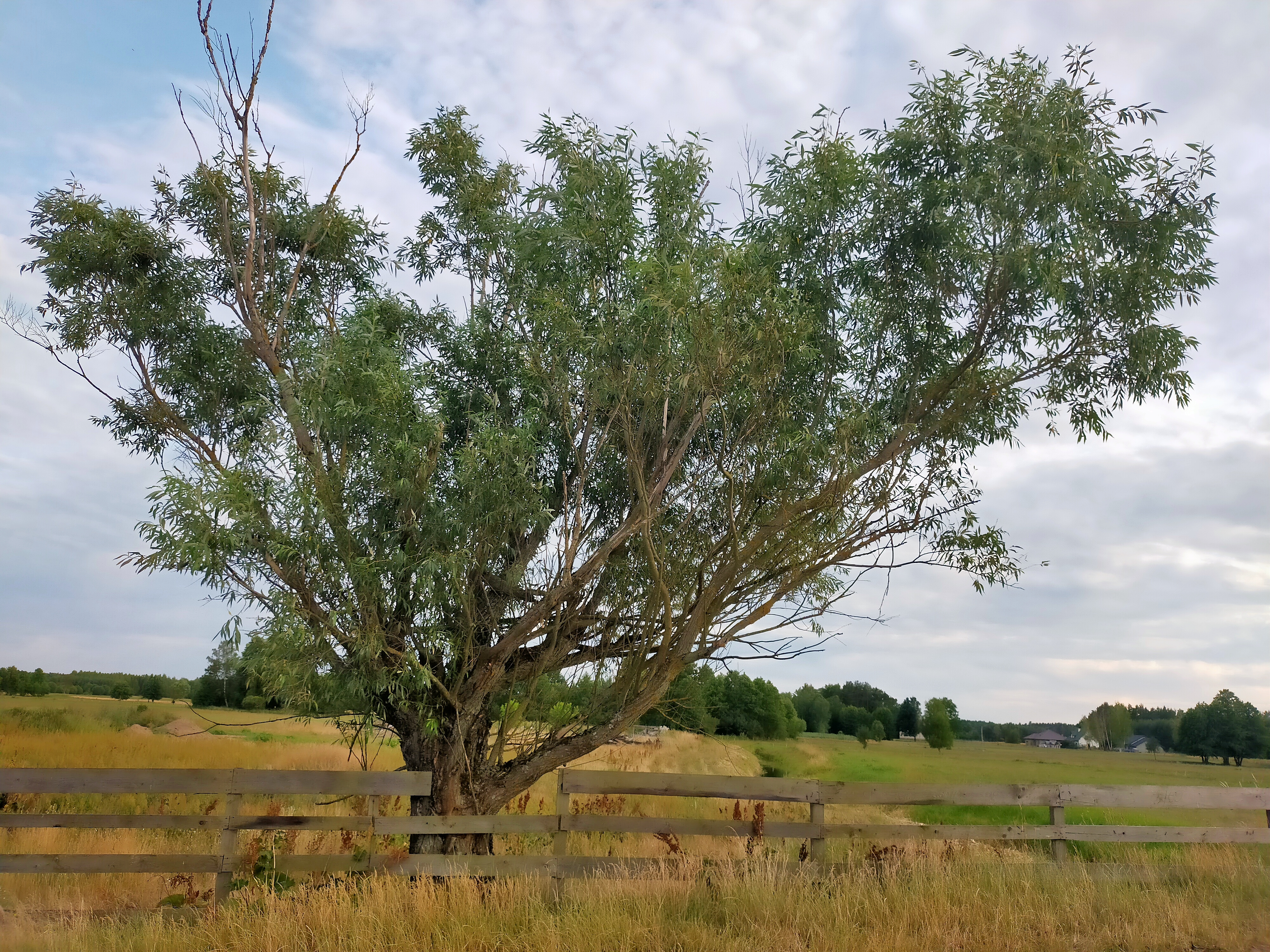